# Национальная заслуженная капелла бандуристов Украины имени Георгия Илларионовича Майбороды
«Киевская капелла бандуристов» (укр. Київська капела бандуристів) — национальный музыкальный коллектив Украины, который базируется в её столице городе Киеве.

## История
«Киевская капелла бандуристов» отсчитывает свою историю начиная со времени основания Кобзарьского хора 1918 году. С 1946 года носил название «Государственная капелла бандуристов УССР». В 1995 году музыкальной капелле было присвоено имя советского украинского композитора Георгия Майбороды.

### Предыстория

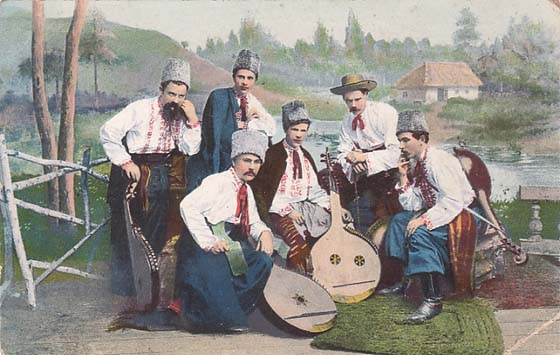
Студенческий ансамбль бандуристов п/р Михаила Злобинцева (Киев, 1908 год)

На XII археологическом съезде в городе Харькове в 1902 году состоялось первое выступление коллектива кобзарей под руководством Игната Хоткевича. Этот коллектив также выступал в декабре 1902 года в Полтаве, что привело к большому интересу к существованию кобзарьских коллективов. Существуют документы, свидетельствующие о выступлении квартета бандуристов, который состоялся в Москве под руководством И. Хоткевича в августе 1905 года.
В Киеве первый коллектив бандуристов был создан из студентов Киевского университета в 1906 году под руководством Михаила Злобинцева (укр. Михайло Домонтович) и просуществовал до 1909 года. Этот музыкальный коллектив состоял из шести участников и часто выступал на общественных мероприятиях в Киеве и его окрестностях. В 1910 году непродолжительное время существовал ансамбль, состоящий из учащихся класса игры на бандуре Киевской средней специализированной музыкальной школы-интерната имени Н. В. Лысенко, где преподавал талантливый кобзарь Иван Кучеренко (Кучугура-Кучеренко Іван Іович).
Эти коллективы существенно повлияли на создание в Киеве в 1918 году профессионального коллектива под руководством бандуриста Василия Емца (Ємець Василь Костьович).

### Кобзарьский хор (1918—1919)
В мае 1918 года объявления Василия Емца о проводимом наборе музыкантов в создающийся коллектив были напечатаны в газетах «Возрождение», «Рабочая газета» и «Народная воля» и уже в июне восемнадцать человек ответили на это объявление. Каждый имел свою технику игры и конструкцию бандуры. Многие не читали музыки. Из восьми наиболее заинтересованных был создан первый коллектив, преимущественно из Кубанских казаков и учеников В. Емца. Репетиции коллектива начались в августе того же года.
Мысль о создании кобзарьского коллектива возникла у В. Емца в 1911 году после концерта кобзарьского квартета в Ахтырке, где играла группа слобожанских кобзарей под руководства кобзаря И. Кучеренко. На замысел В. Емца повлияло и существование кобзарьского коллектива в Москве, где он учился в 1913—1914 годах, а также определённые попытки и эксперименты, которые он провел на Кубани в 1913 году.
Первый концерт состоялся 3 ноября 1918 года. Деньги на уплату за аренду зала пришли от гетмана П. П. Скоропадского. Концерт состоялся во втором по величине зале города Киеве — в Театре «Берґонє» (ныне Национальный академический театр русской драмы имени Леси Украинки).

### Киевская капелла бандуристов
В 1923 году украинская капелла возобновила свою деятельность под руководством Григория Яковлевича Копана, а с 1925 года Михаила Афанасьевича Полотая. В анонсе первого концерта в 1923 году было заявлено шесть участников. В 1925 г. коллектив расширился до восьми человек (с приходом М. Полотая и В. Потапенко). В 1927 году в капелле состояли уже десять музыкантов. Коллектив расширил свою деятельность многочисленными концертами по Украине, и это привело к популяризации капеллы и коллективного кобзарьства в республике. В 1930 году руководство коллектива перешло в руки М. Опришка, а с 1933 года им руководил Борис Данилевский. На деятельность капеллы отрицательно сказывалась политика Народного Комиссариата образования УССР, который в то время возглавлял Скрипник. Бандуристам было предложено в основу своего репертуара положить не прекрасные образцы народного творчества, а — произведения советских композиторов. В январе 1934 года артистам перестали платить зарплаты, а в октябре 1934 года коллектив был распущен.

### Объединённая капелла бандуристов
В марте 1935 года на основе участников бывших Киевской и Полтавской (образована в 1924 году) капелл был создан объединённый коллектив, который просуществовал вплоть до начала Второй мировой войны. Под руководством Николая Михайлова капелла записала немало песен, которые стали образцовыми. После Н. Михайлова художественное руководство часто менялось. Некоторые руководители работали с коллективом только по две недели. В 1939 году Капелла объехала всю Западную Украину с концертами «Слово Тараса». После нападения вермахта на Советский Союз, коллектив, который тогда был на гастролях в городе Кировограде был расформирован, а участники мобилизованы.

### Капелла бандуристов имени Тараса Шевченко
Во время немецкой оккупации в 1942 году семнадцать участники довоенного коллектива собрались и создали капеллу бандуристов им. Т. Г. Шевченко, в начале под руководством Г. Назаренко а затем Григория Трофимовича Китастого. В течение всей войны, члены капеллы постоянно разъезжали по городам гитлеровской Германии и Западной Украины с концертами. Коллектив выступал в том числе и перед членами Украинской повстанческой армии.
После войны члены капеллы эмигрировали в Соединённые Штаты Америки. В 2008 году президент Украины Виктор Ющенко наградил Китастого званием «Герой Украины».

### Государственная заслуженная капелла бандуристов УССР
В 1946 году, с разрешения советских властей в Украинской Советской Социалистической Республике музыкальный коллектив был создан вновь под названием «Государственная заслуженная капелла бандуристов УССР» (укр. Державна заслужена капела бандуристів УРСР), художественное руководство было поручено Александру Захарьевичу Минькивскому.
Под управлением Минькивского капелла достигает чрезвычайно высокого уровня (как инструментального так и хорового). После Минькивского руководство капеллы взял на себя Григорий Васильевич Куляба, а после него Николай Петрович Гвоздь.
В настоящее время, музыкальный коллектив носит название: «Национальная заслуженная капелла бандуристов Украины имени Георгия Илларионовича Майбороды».

## Награды
- Почётная грамота Президиума Верховного Совета РСФСР (5 июня 1969 года) — за большой вклад в развитие и укрепление взаимосвязей братских национальных культур и активное участие в проведении Декады украинской литературы и искусства в РСФСР[3].
- Почётная грамота Президиума Верховного Совета РСФСР (1979 год)[4].